# أرينيت

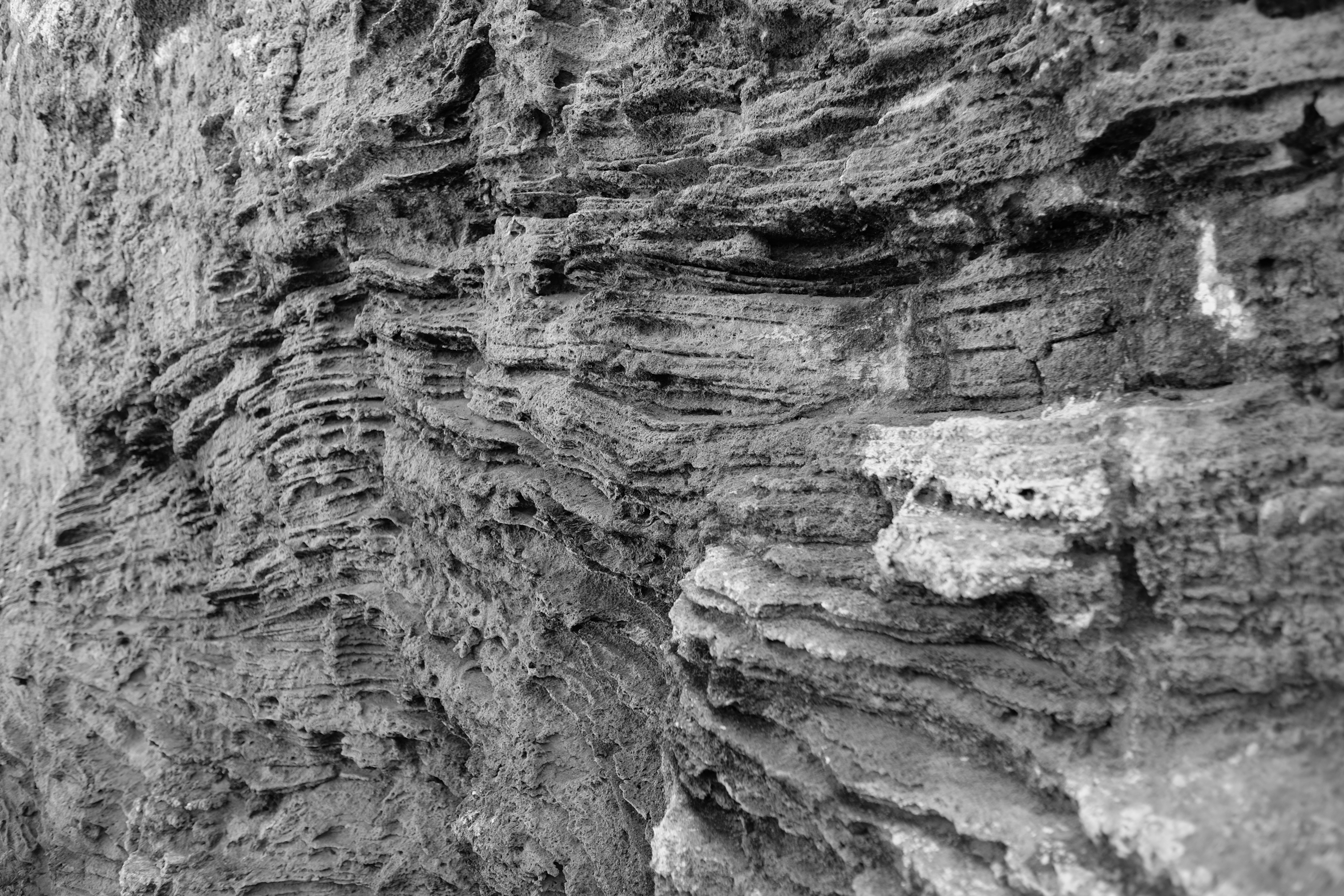
الأرينيت

أرينيت (اللاتينية: Arena «الرمل») هي الصخور الرسوبية الفتاتية حيث أن حجم الحبيبات الرملية بين 0.0625 مم (0.00246 بوصة) و2 مم (0.08 بوصة) ويحتوي على أقل من 15 ٪ من المصفوفة. الصفة ذات الصلة هي الأرينيسية arenaceous. المصطلح اليوناني المعادل له هو بساميت، على الرغم من أنه يستخدم بشكل شائع للرواسب المتحولة.

## الوصف
بما أنه يشير إلى حجم الحبيبات بدلا من التركيب الكيميائي، فإن هذا المصطلح يستخدم على سبيل المثال في تصنيف الأحجار الجيرية الكاربوناتية الفتاتية، المصطلح المعادل «الحجر الرملي» ليس مناسبا للحجر الجيري باعتبار التصنيف الحبيبي. تشمل الأرينيتات الأخرى الأحجار الرملية، الأركوز، الرمل الأخضر، والجرواق.
الأرينيتات تشكل أساسا من تآكل الصخور الأخرى أو الترسبات العكرة بإعادة ترسيب الرمال. تحتوي بعض الأرينيتات على كمية متفاوتة من المكونات الكربونية، وبالتالي تنتمي إلى الصخور الرملية الكربونية أو الحجر الجيري السيليكاتي. غالبًا ما تظهر الأرينيتات كصخور متوسطة الحجم أو ضخمة الحجم أو ذات حبيبات ذات تصفيح مفضل من الوسط إلى مسافات متباعدة وغالبًا ما ينشأ انشقاق واضح.

## التصنيف
يعطي بيتيجون  المصطلحات الوصفية التالية استنادًا إلى حجم الحبيبات، مع تجنب استخدام مصطلحات مثل «الصلصال» أو «الطُفال» التي تنطوي على آثار التركيب الكيميائي:
| النسيج | الشائع    | باليونانية       | باللاتينية     |
| ------ | --------- | ---------------- | -------------- |
| خشن    | حصى (ly)  | بسيفيت (بسيفيتي) | ريديت (ريديسي) |
| متوسط  | رمل (y)   | بساميت (بساميتي) | أرينيت (رملي)  |
| ناعم   | طيني (ey) | بيليت ( بيليتي ) | ليتيت (ليتاسي) |